# Loucé
Loucé es una comuna delegada francesa situada en el departamento de Orne, de la región de Normandía.

## Historia
Loucé era una comuna francesa que el uno de enero de 2016 pasó a ser una comuna delegada de la comuna nueva de Écouché-les-Vallées al fusionarse con las comunas de Batilly, Écouché, La Courbe, Saint-Ouen-sur-Maire y Serans.
El uno de enero de 2018 pasó a ser una comuna delegada de la comuna nueva de Écouché-les-Vallées al fusionarse con la comuna de Batilly, Écouché, Fontenai-sur-Orne, La Courbe, Saint-Ouen-sur-Maire y Serans.

## Demografía
| Gráfica de evolución demográfica de Loucé entre 1800 y 2015 |
|                                                             |

Los datos demográficos contemplados en este gráfico de la comuna de Loucé se han cogido de 1800 a 1999 de la página francesa EHESS/Cassini, y los demás datos de la página del INSEE.